# Gorica (Pag)
Gorica falu Horvátországban Zára megyében. Közigazgatásilag Paghoz tartozik.

## Fekvése
Pagtól légvonalban 6 km-re, közúton 7 km-re délkeletre, a sziget középső részén, a Pagot Zárával összekötő 106-os számú út mentén fekszik.

## Története
A települést 1389-ben említik először. Neve a „gora” (hegy) főnév kicsinyítő képzős változata. Szent Antalnak szentelt plébániatemplomát 1830-ban építették. Petar Rujne ferences harmadrendi szerzetes és történész szerint Goricán régebben egy másik templom is állt, amelyet Mihály arkangyal tiszteletére szenteltek. Plébániájának kiváltságai voltak, melyeket 1674-ben Augustin Rakmarić pagi kanonok élvezett. Az 1843-as egyházi sematizmus Goricát (Gorizza) a pagi esperességhez tartozó plébániaként (parrocchia) említi. Amint azt a pagi plébánia korabeli iratai is igazolják mai lakosságának elődei a 19. században Pag városából költöztek ide, ahol a pagi nemesek és az egyház birtokain dolgoztak. Az első ide települt családok a Čepulo, Fabijanić, Maričević, Pernar, Skitarelić, Škoda családok voltak. 2011-ben 90 lakosa volt.

## Lakosság
| Lakosság változása | Lakosság változása | Lakosság változása | Lakosság változása | Lakosság változása | Lakosság változása | Lakosság változása | Lakosság változása | Lakosság változása | Lakosság változása | Lakosság változása | Lakosság változása | Lakosság változása | Lakosság változása | Lakosság változása | Lakosság változása |
| ------------------ | ------------------ | ------------------ | ------------------ | ------------------ | ------------------ | ------------------ | ------------------ | ------------------ | ------------------ | ------------------ | ------------------ | ------------------ | ------------------ | ------------------ | ------------------ |
| 1857               | 1869               | 1880               | 1890               | 1900               | 1910               | 1921               | 1931               | 1948               | 1953               | 1961               | 1971               | 1981               | 1991               | 2001               | 2011               |
| 50                 | 0                  | 53                 | 67                 | 65                 | 49                 | 49                 | 68                 | 106                | 117                | 106                | 98                 | 86                 | 97                 | 87                 | 90                 |

## Nevezetességei
Páduai Szent Antal tiszteletére szentelt plébániatemploma 1830-ban épült, később többször átépítették és megújították. Utoljára 1975-ben esett át alapos felújításon, amikor kívül és belül új vakolatot, új tetőt, nyílászárókat, famennyezetet, szembemiséző oltárt és új világítást kapott. A templom körül temető található, a falunak plébániaháza nincs.

## Fordítás
- Ez a szócikk részben vagy egészben  a   Gorica (Pag) című horvát Wikipédia-szócikk ezen változatának fordításán alapul.  Az eredeti cikk szerkesztőit annak laptörténete sorolja fel. Ez a jelzés csupán a megfogalmazás eredetét és a szerzői jogokat jelzi, nem szolgál a cikkben szereplő információk forrásmegjelöléseként.